# New Basket Brindisi 2016-2017
Questa voce raccoglie le informazioni riguardanti la New Basket Brindisi nelle competizioni ufficiali della stagione 2016-2017.

## Stagione
La stagione 2016-17 della New Basket Brindisi sponsorizzata Enel è la 6ª nel massimo campionato italiano di pallacanestro, la Serie A. Guidata dal nuovo coach Sacchetti si qualifica per la Coppa Italia ma nei quarti viene eliminata dall'Olimpia Milano mentre alla fine della regular season del campionato si qualifica nona, non qualificandosi per i play off.

## Organigramma societario
- Presidente: Fernando Marino
- General manager: Alessandro Giuliani
- Team manager: Francesco Caiulo
- Direttore sportivo: Tullio Marino

- Allenatore: Romeo Sacchetti
- Assistente: Marco Esposito, Massimo Maffezzoli
- Preparatore atletico: Marco Sist
- Medici: Piero Gioia, Cosimo Palano, Antonio Valentini
- Massaggiatori: Salvatore Caiulo, Rino Longo

## Roster
| Enel Brindisi 2016-17 | Enel Brindisi 2016-17 |
| Giocatori             | Staff tecnico         |
| --------------------- | --------------------- |

| N. | Naz.                                             | Ruolo | Nome               | Anno | Alt.   | Peso   |  |
| -- | ------------------------------------------------ | ----- | ------------------ | ---- | ------ | ------ |  |
| 1  | Stati Uniti (bandiera) · Nigeria (bandiera)      | C     | Danny Agbelese     | 1990 | 206 cm | 107 kg |  |
| 2  | Giamaica (bandiera)                              | G     | Durand Scott       | 1990 | 196 cm | 92 kg  |  |
| 4  | Stati Uniti (bandiera)                           | AC    | Robert Carter      | 1994 | 206 cm | 114 kg |  |
| 5  | Stati Uniti (bandiera)                           | G     | A.J. English       | 1992 | 193 cm | 86 kg  |  |
| 5  | Stati Uniti (bandiera)                           | PG    | Phil Goss          | 1983 | 188 cm | 82 kg  |  |
| 7  | Slovenia (bandiera)                              | GA    | Blaž Mesiček       | 1997 | 197 cm | 85 kg  |  |
| 8  | Italia (bandiera)                                | GA    | Simone Fiusco      | 1999 | 198 cm | 76 kg  |  |
| 9  | Italia (bandiera)                                | AP    | Marco Cardillo (C) | 1985 | 196 cm | 90 kg  |  |
| 11 | Stati Uniti (bandiera)                           | P     | Nic Moore          | 1992 | 175 cm | 77 kg  |  |
| 12 | Italia (bandiera)                                | P     | Gabriele Pacifico  | 1997 | 185 cm | 75 kg  |  |
| 15 | Italia (bandiera)                                | AP    | Daniel Donzelli    | 1996 | 200 cm | 90 kg  |  |
| 24 | Francia (bandiera)                               | AG    | Amath M'Baye       | 1989 | 206 cm | 98 kg  |  |
| 27 | Giamaica (bandiera)                              | C     | Samardo Samuels    | 1989 | 206 cm | 118 kg |  |
| 32 | Canada (bandiera) · Trinidad e Tobago (bandiera) | AP    | Kris Joseph        | 1988 | 201 cm | 95 kg  |  |
| 33 | Italia (bandiera)                                | AG    | Giorgio Sgobba     | 1992 | 201 cm | 90 kg  |  |
| 45 | Italia (bandiera)                                | PG    | Marco Spanghero    | 1991 | 186 cm | 78 kg  |  |
| -  | Italia (bandiera)                                |       | Simone Capoccia    | 1999 |        |        |  |
| -  | Italia (bandiera)                                |       | Andrea Colucci     | 1999 |        |        |  |
| -  | Italia (bandiera)                                |       | Raffaele Donzelli  | 1999 |        |        |  |
| -  | Italia (bandiera)                                | AP    | Sergio Invidia     | 2000 | 193 cm | 82 kg  |  |
| -  | Italia (bandiera)                                |       | Alessandro Miccoli | 2000 |        |        |  |
| -  | Italia (bandiera)                                |       | Gabriele Orlandino | 2000 |        |        |  |
| -  | Italia (bandiera)                                |       | Andrea Taveri      | 2000 |        |        |  |

| Allenatore                                                                                        |
| - Romeo Sacchetti                                                                                 |
| Assistente/i                                                                                      |
| - Marco Esposito - Massimo Maffezzoli Legenda - (C) Capitano - (IN) Inattivo - Infortunato Roster |

Budget complessivo = 3.148K € (Bilancio depositato presso la CCIAA di Brindisi)

## Mercato

### Sessione estiva
| Acquisti | Acquisti           | Acquisti           | Acquisti   | Acquisti |
| R.       | Nome               | da                 | Modalità   |          |
| -------- | ------------------ | ------------------ | ---------- | -------- |
| P        | Nic Moore          | SMU Mustangs       | definitivo |          |
| C        | Danny Agbelese     | San Sebastián      | definitivo |          |
| PG       | Marco Spanghero    | Scaligera Verona   | definitivo |          |
| G        | Durand Scott       | Vaq. de Bayamón    | definitivo |          |
| ALL      | Romeo Sacchetti    | Free agent         | definitivo |          |
| ALL      | Massimo Maffezzoli | Dinamo Sassari     | definitivo |          |
| AC       | Robert Carter      | Maryland Terrapins | definitivo |          |
| AG       | Amath M'Baye       | Nagoya D. Dolphins | definitivo |          |
| AP       | Kris Joseph        | Orléans Loiret     | definitivo |          |
| AG       | Giorgio Sgobba     | Monsummano         | definitivo |          |
| AP       | Daniel Donzelli    | Casalpusterlengo   | definitivo |          |
| G        | A.J. English       | Iona Gaels         | definitivo |          |

| Cessioni | Cessioni           | Cessioni          | Cessioni       | Cessioni |
| R.       | Nome               | a                 | Modalità       |          |
| -------- | ------------------ | ----------------- | -------------- | -------- |
| PG       | Adrian Banks       | Hapoel Tel Aviv   | fine contratto |          |
| P        | David Cournooh     | Pistoia Basket    | fine contratto |          |
| AG       | Ovie Soko          | Free agent        | fine contratto |          |
| G        | Alex Harris        | AEK Larnaca       | fine contratto |          |
| AG       | Nemanja Milošević  | Cmoki Minsk       | fine contratto |          |
| P        | Obie Trotter       | Katarzynki Toruń  | fine contratto |          |
| C        | O.D. Anosike       | Pall. Varese      | fine contratto |          |
| AC       | Andrea Zerini      | Scandone Avellino | fine contratto |          |
| G        | Durand Scott       | Vaq. de Bayamón   | fine contratto |          |
| G        | Domenico Marzaioli | Bakery Piacenza   | fine contratto |          |
| ALL      | Piero Bucchi       | V.L. Pesaro       | fine contratto |          |

### Dopo l'inizio della stagione
| Acquisti | Acquisti        | Acquisti         | Acquisti         | Acquisti   |
| R.       | Nome            | da               | data             | Modalità   |
| -------- | --------------- | ---------------- | ---------------- | ---------- |
| PG       | Phil Goss       | Free agent       | 16 ottobre 2016  | definitivo |
| PG       | Blaž Mesiček    | Olimpija Lubiana | 22 dicembre 2016 | definitivo |
| C        | Samardo Samuels | Jiangsu Dragons  | 17 marzo 2017    | definitivo |

| Cessioni | Cessioni          | Cessioni          | Cessioni         | Cessioni                |
| R.       | Nome              | a                 | data             | Modalità                |
| -------- | ----------------- | ----------------- | ---------------- | ----------------------- |
| G        | A.J. English      | Skyl. Francoforte | 16 dicembre 2016 | risoluzione consensuale |
| P        | Gabriele Pacifico | Olimpia Matera    | 26 febbraio 2017 | risoluzione consensuale |
| C        | Danny Agbelese    | Pau-Lacq-Orthez   | 23 marzo 2017    | risoluzione consensuale |

## Risultati

### Serie A

#### Regular season

##### Girone di andata
| Arbitri: | Mazzoni (Grosseto) Di Francesco (Teramo) Attard (Siracusa) |

|                                  |            |                        |
| M'Baye 17 Scott 15 Agbelese 10   | Punti      | 17 Lighty 10 Jefferson |
| English 4                        | Assist     | 3 Flaccadori           |
| Agbelese, M'Baye, Moore, Scott 6 | Rimbalzi   | 8 Jefferson            |
| Romeo Sacchetti                  | Allenatori | Maurizio Buscaglia     |

| Arbitri: | Sabetta (Termoli) Vicino (Bologna) Quarta (Torino) |

|                                 |            |                              |
| Petteway 18 Hawkins 17 Moore 11 | Punti      | 21 M'Baye 20 Scott 13 Joseph |
| Moore 10                        | Assist     | 5 Moore, Scott               |
| Hawkins 10                      | Rimbalzi   | 11 M'Baye                    |
| Vincenzo Esposito               | Allenatori | Romeo Sacchetti              |

| Arbitri: | Seghetti (Livorno) Martolini (Roma) Boninsegna (Milano) |

|                              |            |                                    |
| M'Baye 22 Scott 19 Carter 18 | Punti      | 23 Della Valle 17 Cervi 16 Aradori |
| English 6                    | Assist     | 4 Gentile                          |
| Scott 8                      | Rimbalzi   | 7 Aradori                          |
| Romeo Sacchetti              | Allenatori | Massimiliano Menetti               |

| Arbitri: | Sahin (Messina) Aronne (Viterbo) Paglialunga (Taranto) |

|                              |            |                              |
| Maynor, Eyenga 18 Johnson 12 | Punti      | 18 Scott 17 M'Baye 15 Carter |
| Maynor 6                     | Assist     | 3 English, Goss, Scott       |
| Anosike, Pelle 12            | Rimbalzi   | 6 Scott                      |
| Paolo Moretti                | Allenatori | Romeo Sacchetti              |

| Arbitri: | Lanzarini (Bologna) Lo Guzzo (Catanzaro) Caiazza (Arzano) |

|                                |            |                                  |
| M'Baye 24 Scott 19 Agbelese 10 | Punti      | 21 Wilson 16 White 13 Washington |
| M'Baye 5                       | Assist     | 10 Wright                        |
| Scott 10                       | Rimbalzi   | 8 Washington, White              |
| Romeo Sacchetti                | Allenatori | Francesco Vitucci                |

| Arbitri: | Mattioli (Pesaro) Biggi (Sarmato) Quarta (Torino) |

|                                          |            |                                 |
| Turner 15 Thomas 12 Gaspardo, Biligha 11 | Punti      | 27 M'Baye 16 D. Scott 13 Joseph |
| Thomas 4                                 | Assist     | 5 Goss                          |
| Biligha 12                               | Rimbalzi   | 7 Goss                          |
| Cesare Pancotto                          | Allenatori | Romeo Sacchetti                 |

| Arbitri: | Bettini (Bologna) Aronne (Viterbo) Borgioni (Roma) |

|                               |            |                            |
| M'Baye 25 Scott 18 English 15 | Punti      | 25 Landry 19 Moss 14 Moore |
| Scott 4                       | Assist     | 9 Vitali                   |
| Agbelese 10                   | Rimbalzi   | 9 Moore                    |
| Romeo Sacchetti               | Allenatori | Andrea Diana               |

| Arbitri: | Sahin (Messina) Vicino (Bologna) Belfiore (Napoli) |

|                                    |            |                                        |
| Moore 24 M'Baye, Goss 20 Joseph 10 | Punti      | 32 Johnson 13 Darden, Pilepić 9 Waters |
| Moore 6                            | Assist     | 6 Waters                               |
| Carter, M'Baye 9                   | Rimbalzi   | 12 Johnson                             |
| Romeo Sacchetti                    | Allenatori | Rimas Kurtinaitis                      |

| Arbitri: | Begnis (Crema) Weidmann (Roma) Boninsegna (Milano) |

|                                          |            |                              |
| Ragland 22 Randolph 13 Thomas, Zerini 10 | Punti      | 19 Carter 15 Scott 13 M'Baye |
| Ragland 6                                | Assist     | 3 Moore                      |
| Cusin 8                                  | Rimbalzi   | 9 Scott                      |
| Stefano Sacripanti                       | Allenatori | Romeo Sacchetti              |

| Arbitri: | Mazzoni (Grosseto) Bartoli (Trieste) Calbucci (Roma) |

|                              |            |                                  |
| Carter 17 M'Baye 14 Scott 13 | Punti      | 16 Johnson-Odom 14 Lawal 9 Lacey |
| Moore 5                      | Assist     | 6 Sacchetti                      |
| Carter 7                     | Rimbalzi   | 6 Lawal                          |
| Romeo Sacchetti              | Allenatori | Federico Pasquini                |

| Arbitri: | Sabetta (Termoli) Martolini (Roma) Borgioni (Roma) |

|                              |            |                              |
| Jones 26 Harrow 21 Fields 18 | Punti      | 26 Scott 24 M'Baye 17 Carter |
| Harrow 6                     | Assist     | 6 Goss                       |
| Jones 9                      | Rimbalzi   | 6 Agbelese, Carter, Scott    |
| Piero Bucchi                 | Allenatori | Romeo Sacchetti              |

| Arbitri: | Seghetti (Livorno) Sardella (Rimini) Quarta (Torino) |

|                                  |            |                              |
| Simon 19 Raduljica 15 Sanders 13 | Punti      | 19 Carter 17 Scott 14 M'Baye |
| Kalnietis 6                      | Assist     | 5 M'Baye                     |
| McLean 7                         | Rimbalzi   | 6 M'Baye                     |
| Jasmin Repeša                    | Allenatori | Romeo Sacchetti              |

| Arbitri: | Lo Guzzo (Catanzaro) Di Francesco (Teramo) Grigioni (Roma) |

|                            |            |                               |
| Scott 21 Carter, M'Baye 20 | Punti      | 13 Putney 11 Watt, Cinciarini |
| quattro giocatori 4        | Assist     | 5 Sosa                        |
| Carter 11                  | Rimbalzi   | 8 Putney                      |
| Romeo Sacchetti            | Allenatori | Sandro Dell'Agnello           |

| Arbitri: | Filippini (Pisa) Caiazza (Arzano) Attard (Siracusa) |

|                                  |            |                             |
| Diener 18 Delaš 17 Laquintana 15 | Punti      | 23 Carter 18 M'Baye 13 Goss |
| Diener 6                         | Assist     | 5 Goss, M'Baye              |
| Tepić 7                          | Rimbalzi   | 7 Carter, Scott             |
| Gennaro Di Carlo                 | Allenatori | Romeo Sacchetti             |

| Arbitri: | Mazzoni (Grosseto) Baldini (Firenze) Denny Borgioni (Roma) |

|                             |            |                              |
| M'Baye 33 Carter 20 Goss 17 | Punti      | 28 Haynes 17 Ejim 16 JHagins |
| Moore 8                     | Assist     | 4 McGee                      |
| Carter 7                    | Rimbalzi   | 8 Hagins                     |
| Romeo Sacchetti             | Allenatori | Walter De Raffaele           |

##### Girone di ritorno
| Arbitri: | Begnis (Crema) Vicino (Bologna) Calbucci (Roma) |

|                                        |            |                              |
| Bétinho Gomes, Baldi Rossi 14 Craft 13 | Punti      | 13 M'Baye 11 Carter 10 Moore |
| Craft 7                                | Assist     |                              |
| Baldi Rossi, Hogue, Sutton 7           | Rimbalzi   | 10 Carter                    |
| Maurizio Buscaglia                     | Allenatori | Romeo Sacchetti              |

| Arbitri: | Biggi (Sarmato) Rossi (Sansepolcro) Caiazza (Arzano) |

|                              |            |                                  |
| Moore 24, Scott 17 Carter 16 | Punti      | 20 Petteway 15 Moore 10 Lombardi |
| Moore 5                      | Assist     | 4 Moore                          |
| M'Baye 8                     | Rimbalzi   | 9 Crosariol                      |
| Romeo Sacchetti              | Allenatori | Vincenzo Esposito (cestista)     |

| Arbitri: | Sahin (Messina) Borgioni (Roma) Grigioni (Roma) |

|                                     |            |                             |
| Polonara 25 Della Valle 20 Cervi 15 | Punti      | 19 M'Baye 17 Carter 14 Goss |
| De Nicolao 6                        | Assist     | 4 Moore                     |
| Cervi 9                             | Rimbalzi   | 9 Carter                    |
| Massimiliano Menetti                | Allenatori | Romeo Sacchetti             |

| Arbitri: | Mattioli (Pesaro) Vicino (Bologna) Belfiore (Napoli) |

|                             |            |                                        |
| Moore 23 Scott 15 M'Baye 11 | Punti      | 14 Ferrero 13 Eyenga 10 Johnson, Pelle |
| Scott 5                     | Assist     | 5 Maynor                               |
| Cardillo 9                  | Rimbalzi   | 14 Pelle                               |
| Romeo Sacchetti             | Allenatori | Attilio Caja                           |

| Arbitri: | Sahin (Messina) Martolini (Roma) Grigioni (Roma) |

|                                |            |                            |
| Wilson 23 Mazzola 19 Wright 12 | Punti      | 21 Scott 19 M'Baye 11 Goss |
| Mazzola 4                      | Assist     | 8 Scott                    |
| Mazzola 10                     | Rimbalzi   | 8 Scott                    |
| Francesco Vitucci              | Allenatori | Romeo Sacchetti            |

| Arbitri: | Mattioli (Pesaro) Rossi (Sansepolcro) Ranaudo (Roma) |

|                           |            |                                       |
| Moore 22 M'Baye, Scott 19 | Punti      | 21 Johnson-Odom 12 Gaspardo 10 Thomas |
| R. Carter 4               | Assist     | 6 Johnson-Odom                        |
| M'Baye, Scott 9           | Rimbalzi   | 11 Harris                             |
| Romeo Sacchetti           | Allenatori | Paolo Lepore                          |

| Arbitri: | Begnis (Crema) Sardella (Rimini) Boninsegna (Milano) |

|                                             |            |                            |
| Moore 22 Moss 18 Berggren, Burns, Landry 10 | Punti      | 25 Goss 21 M'Baye 17 Scott |
| Vitali 8                                    | Assist     | 5 Scott                    |
| Berggren 8                                  | Rimbalzi   | 11 Carter                  |
| Andrea Diana                                | Allenatori | Romeo Sacchetti            |

| Arbitri: | Filippini (Pisa) Quarta (Torino) Grigioni (Roma) |

|                                |            |                            |
| Johnson 20 Dowdell 17 Acker 13 | Punti      | 17 M'Baye 16 Goss 13 Scott |
| Dowdell 7                      | Assist     | 6 Moore                    |
| Johnson 7                      | Rimbalzi   | 9 Carter                   |
| Carlo Recalcati                | Allenatori | Romeo Sacchetti            |

| Arbitri: | Seghetti (Livorno) Sardella (Napoli) Calbucci (Roma) |

|                               |            |                                |
| Scott 18 Samuels 17 Carter 14 | Punti      | 28 Fesenko 23 Logan 8 Randolph |
| Moore 7                       | Assist     | 5 Leunen                       |
| Samuels 8                     | Rimbalzi   | 9 Fesenko                      |
| Romeo Sacchetti               | Allenatori | Stefano Sacripanti             |

| Arbitri: | Mazzoni (Grosseto) Weidmann (Roma) Caiazza (Arzano) |

|                           |            |                                   |
| Bell 20 Lawal 15 Lacey 10 | Punti      | 29 Moore 17 Goss 12 Carter, Scott |
| Lacey, Sacchetti 4        | Assist     | 4 Carter                          |
| Lawal 8                   | Rimbalzi   | 8 Carter                          |
| Federico Pasquini         | Allenatori | Romeo Sacchetti                   |

| Arbitri: | Lanzarini (Bologna) Aronne (Viterbo) Boninsegna (Milano) |

|                               |            |                                |
| M'Baye 29 Carter 17 Joseph 15 | Punti      | 33 Clarke 17 Thornton 16 Jones |
| Goss 7                        | Assist     | 5 Hazell                       |
| Carter 14                     | Rimbalzi   | 12 Jones                       |
| Romeo Sacchetti               | Allenatori | Spiro Leka                     |

| Arbitri: | Sahin (Messina) Vicino (Bologna) Bartoli (Trieste) |

|                                     |            |                              |
| Goss 16 Carter 14 M'Baye, Samuels 9 | Punti      | 11 Mačvan 9 Hickman, Sanders |
| M'Baye 5                            | Assist     | 3 Mačvan                     |
| M'Baye, Scott 7                     | Rimbalzi   | 8 Hickman                    |
| Romeo Sacchetti                     | Allenatori | Jasmin Repeša                |

| Arbitri: | Lo Guzzo (Catanzaro) Attard (Siracusa) Grigioni (Roma) |

|                             |            |                                    |
| Berisha 24 Watt 23 Giuri 13 | Punti      | 21 Moore 15 Carter 13 Goss, M'Baye |
| Giuri 8                     | Assist     | 5 Moore                            |
| Watt 14                     | Rimbalzi   | 8 Samuels                          |
| Sandro Dell'Agnello         | Allenatori | Romeo Sacchetti                    |

| Arbitri: | Begnis (Crema) Bettini (Bologna) Rossi (Sansepolcro) |

|                              |            |                                   |
| Moore 16 M'Baye 14 Carter 13 | Punti      | 20 Kikowski 18 Ivanović 12 Diener |
| M'Baye, Moore 4              | Assist     | 6 Tepić                           |
| Carter, M'Baye 10            | Rimbalzi   | 10 Delaš                          |
| Romeo Sacchetti              | Allenatori | Gennaro Di Carlo                  |

| Arbitri: | Lo Guzzo (Catanzaro) L. Weidmann (Roma) Quarta (Torino) |

|                             |            |                             |
| Perić 21 Tonut 12 Hagins 10 | Punti      | 20 Carter 14 Goss 12 M'Baye |
| Stone, Tonut 4              | Assist     | 4 M'Baye                    |
| Stone 7                     | Rimbalzi   | 7 Carter                    |
| Walter De Raffaele          | Allenatori | Romeo Sacchetti             |

### Coppa Italia
| Arbitri: | Sahin (Messina) Seghetti (Livorno) Vicino (Bologna) |

|                                |            |                          |
| McLean 14 Sanders 12 Mačvan 11 | Punti      | 15 Carter, M'Baye, Scott |
| Kalnietis 7                    | Assist     | 4 Moore                  |
| Mačvan, McLean 7               | Rimbalzi   | 9 M'Baye                 |
| Jasmin Repeša                  | Allenatori | Romeo Sacchetti          |

## Statistiche

### Statistiche di squadra
| Competizione | Punti | In casa | In casa | In casa | In casa | In casa | In trasferta | In trasferta | In trasferta | In trasferta | In trasferta | Totale | Totale | Totale | Totale | Totale | Totale |
| Competizione | Punti | G       | V       | P       | Ptf     | Pts     | G            | V            | P            | Ptf          | Pts          | G      | V      | P      | Ptf    | Pts    | Diff.  |
| ------------ | ----- | ------- | ------- | ------- | ------- | ------- | ------------ | ------------ | ------------ | ------------ | ------------ | ------ | ------ | ------ | ------ | ------ | ------ |
| Serie A      | 28    | 15      | 11      | 4       | 1293    | 1172    | 15           | 3            | 12           | 1202         | 1293         | 30     | 14     | 16     | 2495   | 2465   | +30    |
| Coppa Italia | 1     |         |         |         |         |         | 1            | 0            | 1            | 75           | 77           | 1      | 0      | 1      | 75     | 77     | -2     |
| Totale       | 31    | 15      | 11      | 4       | 1293    | 1172    | 16           | 3            | 13           | 1277         | 1370         | 31     | 14     | 17     | 2570   | 2542   | +28    |

### Statistiche dei giocatori

#### In campionato
| Nome              | G  | Pun  | Min  | Falli | Falli | Tiri da 2 | Tiri da 2 | Tiri da 2 | Tiri da 3 | Tiri da 3 | Tiri da 3 | Tiri Liberi | Tiri Liberi | Tiri Liberi | Rimbalzi | Rimbalzi | Rimbalzi | Stop | Stop | Palle | Palle | Ass  | Val  | Media Punti | Media Val. |
| Nome              | G  | Pun  | Min  | C     | S     | R         | T         | %         | R         | T         | %         | R           | T           | %           | O        | D        | T        | D    | S    | P     | R     | Ass  | Val  | Media Punti | Media Val. |
| ----------------- | -- | ---- | ---- | ----- | ----- | --------- | --------- | --------- | --------- | --------- | --------- | ----------- | ----------- | ----------- | -------- | -------- | -------- | ---- | ---- | ----- | ----- | ---- | ---- | ----------- | ---------- |
| Amath M'Baye      | 30 | 534  | 977  | 80    | 112   | 150       | 265       | 56,6      | 50        | 129       | 38,8      | 84          | 114         | 73,7        | 30       | 129      | 159      | 29   | 11   | 83    | 23    | 75   | 534  | 17,8        | 17,8       |
| Durand Scott      | 28 | 411  | 874  | 70    | 143   | 103       | 219       | 47,0      | 32        | 89        | 36,0      | 109         | 152         | 71,7        | 46       | 106      | 152      | 1    | 13   | 62    | 38    | 82   | 466  | 14,7        | 16,6       |
| Robert Carter     | 30 | 390  | 764  | 67    | 67    | 129       | 221       | 58,4      | 27        | 76        | 35,5      | 51          | 70          | 72,9        | 59       | 139      | 198      | 30   | 17   | 65    | 30    | 46   | 452  | 13,0        | 15,1       |
| Phil Goss         | 27 | 326  | 731  | 80    | 59    | 51        | 104       | 49,0      | 55        | 134       | 41,0      | 59          | 67          | 88,1        | 11       | 51       | 62       | 1    | 6    | 46    | 40    | 78   | 294  | 12,1        | 10,9       |
| Nic Moore         | 23 | 293  | 636  | 73    | 67    | 30        | 72        | 41,7      | 63        | 134       | 47,0      | 44          | 51          | 86,3        | 14       | 45       | 59       | 0    | 5    | 50    | 27    | 97   | 295  | 12,7        | 12,8       |
| Kris Joseph       | 19 | 146  | 467  | 30    | 19    | 16        | 44        | 36,4      | 36        | 85        | 42,4      | 6           | 17          | 35,3        | 16       | 42       | 58       | 1    | 2    | 25    | 15    | 20   | 114  | 7,7         | 6,0        |
| Danny Agbelese    | 23 | 116  | 366  | 64    | 31    | 52        | 91        | 57,1      | 0         | 1         | 0,0       | 12          | 20          | 60,0        | 36       | 60       | 96       | 16   | 4    | 25    | 7     | 4    | 129  | 5,0         | 5,6        |
| A.J. English      | 8  | 63   | 186  | 20    | 13    | 12        | 31        | 38,7      | 11        | 44        | 25,0      | 6           | 8           | 75,0        | 3        | 13       | 16       | 1    | 4    | 10    | 9     | 21   | 35   | 7,9         | 4,4        |
| Marco Spanghero   | 28 | 62   | 309  | 42    | 12    | 7         | 21        | 33,3      | 14        | 48        | 29,2      | 6           | 6           | 100         | 8        | 20       | 28       | 1    | 1    | 22    | 10    | 23   | 23   | 2,2         | 0,8        |
| Samardo Samuels   | 7  | 55   | 118  | 19    | 26    | 17        | 32        | 53,1      | 3         | 4         | 75,0      | 12          | 20          | 60,0        | 8        | 24       | 32       | 1    | 4    | 18    | 4     | 3    | 56   | 7,9         | 8,0        |
| Marco Cardillo    | 27 | 44   | 435  | 61    | 24    | 11        | 20        | 55,0      | 5         | 27        | 18,5      | 7           | 16          | 43,8        | 12       | 55       | 67       | 0    | 2    | 19    | 19    | 20   | 52   | 1,6         | 1,9        |
| Blaž Mesiček      | 9  | 36   | 133  | 18    | 12    | 7         | 15        | 46,7      | 6         | 19        | 31,6      | 4           | 8           | 50,0        | 1        | 9        | 10       | 0    | 3    | 12    | 1     | 3    | 4    | 4,0         | 0,4        |
| Daniel Donzelli   | 10 | 12   | 74   | 4     | 6     | 3         | 9         | 33,3      | 1         | 8         | 12,5      | 3           | 5           | 60,0        | 5        | 12       | 17       | 3    | 2    | 5     | 3     | 4    | 19   | 1,2         | 1,9        |
| Giorgio Sgobba    | 8  | 7    | 28   | 1     | 1     | 3         | 5         | 60,0      | 0         | 1         | 0,0       | 1           | 2           | 50,0        | 1        | 1        | 2        | 0    | 0    | 1     | 2     | 0    | 6    | 0,9         | 0,7        |
| Sergio Invidia    | 1  | 0    | 1    | 1     | 0     | 0         | 0         | 0,0       | 0         | 0         | 0,0       | 0           | 0           | 0,0         | 0        | 0        | 0        | 0    | 0    | 0     | 0     | 0    | -1   | 0,0         | -1,0       |
| Gabriele Pacifico | 1  | 0    | 1    | 0     | 0     | 0         | 0         | 0,0       | 0         | 0         | 0,0       | 0           | 0           | 0,0         | 0        | 0        | 0        | 0    | 0    | 0     | 0     | 0    | 0    | 0,0         | 0,0        |
| squadra           | 30 | 0    | 0    | 2     | 1     | 0         | 0         | 0.0       | 0         | 0         | 0.0       | 0           | 0           | 0.0         | 34       | 47       | 81       | 0    | 0    | 16    | 1     | 0    | 65   | 0           | 0          |
| TOTALI            | 30 | 2495 | 6100 | 632   | 593   | 591       | 1149      | 51.4      | 303       | 799       | 37.9      | 404         | 556         | 72.7        | 284      | 753      | 1037     | 84   | 74   | 459   | 228   | 476  | 2543 | 83.2        | 84.8       |
| Medie             | 0  | 0    | 0    | 21.0  | 19.7  | 19.7      | 38.3      | 51.4      | 10.1      | 26.6      | 37.9      | 13.5        | 18.5        | 72.7        | 9.5      | 25.1     | 34.6     | 2.8  | 2.5  | 15.3  | 7.6   | 15.9 |      |             |            |

#### In coppa Italia
| Nome            | G | Pun | Min | Falli | Falli | Tiri da 2 | Tiri da 2 | Tiri da 2 | Tiri da 3 | Tiri da 3 | Tiri da 3 | Tiri Liberi | Tiri Liberi | Tiri Liberi | Rimbalzi | Rimbalzi | Rimbalzi | Stop | Stop | Palle | Palle | Ass | Val | Media Punti | Media Val. |
| Nome            | G | Pun | Min | C     | S     | R         | T         | %         | R         | T         | %         | R           | T           | %           | O        | D        | T        | D    | S    | P     | R     | Ass | Val | Media Punti | Media Val. |
| --------------- | - | --- | --- | ----- | ----- | --------- | --------- | --------- | --------- | --------- | --------- | ----------- | ----------- | ----------- | -------- | -------- | -------- | ---- | ---- | ----- | ----- | --- | --- | ----------- | ---------- |
| Amath M'Baye    | 1 | 15  | 33  | 4     | 7     | 4         | 7         | 57.1      | 1         | 4         | 25.0      | 4           | 6           | 66.7        | 2        | 7        | 9        | 2    | 0    | 0     | 0     | 1   | 22  | 15          | 22         |
| Robert Carter   | 1 | 15  | 30  | 2     | 0     | 6         | 10        | 60.0      | 1         | 4         | 25.0      | 0           | 0           | 0.0         | 1        | 4        | 5        | 1    | 0    | 2     | 0     | 2   | 12  | 15          | 12         |
| Durand Scott    | 1 | 15  | 30  | 2     | 4     | 5         | 7         | 71,4      | 0         | 3         | 0.0       | 5           | 8           | 62.5        | 2        | 2        | 4        | 0    | 0    | 5     | 3     | 2   | 13  | 15          | 13         |
| Nic Moore       | 1 | 10  | 36  | 3     | 1     | 2         | 7         | 28.6      | 2         | 6         | 33.3      | 0           | 0           | 0.0         | 2        | 1        | 3        | 0    | 0    | 4     | 0     | 4   | 2   | 10          | 2          |
| Phil Goss       | 1 | 9   | 22  | 4     | 5     | 2         | 3         | 66,7      | 1         | 4         | 25.0      | 2           | 2           | 100.0       | 0        | 3        | 3        | 0    | 0    | 1     | 1     | 0   | 9   | 9           | 9          |
| Danny Agbelese  | 1 | 6   | 10  | 3     | 0     | 3         | 4         | 75.0      | 0         | 0         | 0.0       | 0           | 0           | 0.0         | 0        | 0        | 0        | 0    | 0    | 0     | 0     | 0   | 2   | 5           | 2          |
| Daniel Donzelli | 1 | 5   | 22  | 4     | 3     | 0         | 1         | 0,0       | 1         | 1         | 100,0     | 2           | 2           | 100,0       | 1        | 6        | 7        | 0    | 0    | 3     | 4     | 1   | 12  | 5           | 12         |
| Marco Cardillo  | 1 | 0   | 13  | 2     | 1     | 0         | 1         | 0.0       | 0         | 0         | 0.0       | 0           | 0           | 0.0         | 3        | 1        | 4        | 0    | 0    | 0     | 1     | 1   | 4   | 0           | 4          |
| Blaž Mesiček    | 1 | 0   | 4   | 0     | 0     | 0         | 0         | 0.0       | 0         | 0         | 0.0       | 0           | 0           | 0.0         | 0        | 0        | 0        | 0    | 0    | 0     | 0     | 0   | 0   | 0           | 0          |
| squadra         | 0 | 0   | 0   | 0     | 0     | 0         | 0         | 0.0       | 0         | 0         | 0.0       | 0           | 0           | 0.0         | 0        | 0        | 0        | 0    | 0    | 0     | 0     | 0   | 0   | 0           | 0          |
| TOTALE          | 1 | 75  | 200 | 24    | 21    | 22        | 40        | 55.0      | 6         | 22        | 27.3      | 13          | 18          | 72.2        | 11       | 24       | 35       | 3    | 0    | 15    | 9     | 11  | 76  | 75          | 76         |